# Top

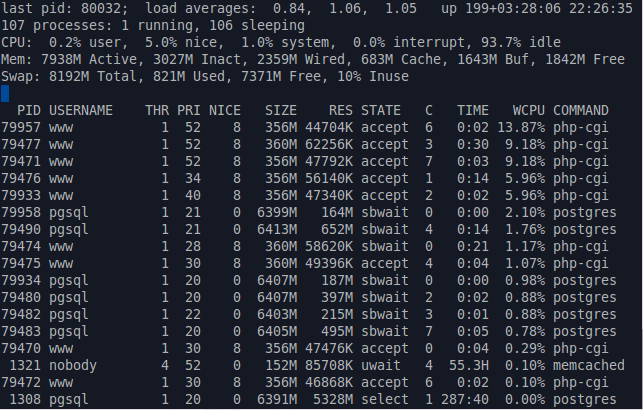
صفحهٔ خروجی top بر روی یک سیستم‌عامل شبه‌یونیکس

در اکثر سیستم‌عامل‌های شبه‌یونیکس، فرمان top ابزاری برای نمایش وضعیت پروسه‌های در حال اجرا است. به‌طور پیش‌فرض پروسه‌ها بر اساس مصرف CPU مرتب شده‌اند. فرمان top میزان استفاده از پردازنده، حافظه و اطلاعات مفید دیگر برای هر پروسه را در اختیار کاربر قرار می‌دهد. بعضی از نسخه‌های top این امکان را به کاربر می‌دهند که صفحهٔ نش اطاعات را سفارشی کند، مانند انتخاب ستونهای اطلاعاتی یا نحوهٔ مرتب‌سازی پروسه‌ها
ابزار top برای مدیران سیستم بسیار مفید و پرکاربرد است و می‌تواند به آنها نشان دهد کدام کاربر یا پروسهٔ در حال اجرا در حال استفادهٔ زیاد از منابع سیستم است.
همچنین امکان ذخیره کردن خروجی در یک فایل متنی هم وجود دارد.